# Alleghe Hockey
L'Alleghe Hockey, già Hockey Club Monte Civetta Alleghe, è una squadra di hockey su ghiaccio di Alleghe.

## Storia
La società fu fondata nel 1933 mentre l'esordio in un campionato avverrà nel 1945. Nel 1956 la società fu sciolta, ma subito rifondata con il nuovo nome di HC Monte Civetta Alleghe. Dopo poche stagioni tornerà alla denominazione originale.
I colori storici dell'Alleghe Hockey sono il bianco e il rosso.
Nel campionato italiano i migliori piazzamenti sono due secondi posti nel 1984/85 dietro al Bolzano e nel 2001/02 dietro ai Vipers Milano.

Nella stagione 2004/05 le civette si erano invece salvate ai play-out, sconfiggendo per 4-0 il Torino nella serie. Quell'anno, con la NHL ferma, il campionato italiano si era arricchito di molti giocatori di talento provenienti dal campionato nordamericano e l'Alleghe era stata una delle squadre che meno riuscì ad approfittare dell'occasione: approdò in biancorosso (solamente per una parte di stagione, prima di spostarsi in AHL ai Manchester Monarchs) il solo Jason Holland.
La compagine agordina è arrivata poi per tre volte in finale di Coppa Italia: la prima volta nell'edizione del 1991 (sconfitta per un solo gol di scarto nel doppio confronto giocato con l'Asiago), poi nel 2007/08 (battuta per 4-1 dal Pontebba) e la terza volta nel 2012/13 (sconfitta per 7-3 ad opera del Valpellice). Tutte e tre le sfidanti vinsero il primo trofeo della loro storia proprio in queste finali.
L'unico trofeo vinto dall'Alleghe è invece l'Alpenliga del 1993, un titolo storico per il club bellunese che supera in semifinale e finale le più blasonate HC Devils Milano e Bolzano. Nel roster delle civette in quella stagione figuravano giocatori del calibro di Bruce Cassidy, Bob Nardella, Errol Rausse e Mario Chitaroni.
Nelle stagioni 2006/07 e 2007/08 la seconda squadra si è aggiudicata il titolo nazionale del campionato di serie C under 26 (titolo vinto anche dall'Amatori Agordino nel 2004/05: dalla stagione 2006-2007 la squadra, che già di fatto era la seconda squadra dell'Alleghe, ha cambiato nome e sede di gioco, passando dal Guadagnini di Agordo al De Toni di Alleghe).
Dopo 47 campionati consecutivi disputati in serie A, a causa della mancanza di sponsor di rilievo nella stagione 2013-2014 la società non si iscrive al massimo torneo nazionale né partecipa alla INL (dove si erano iscritte alcune squadre che uscivano dalla A2) disputando invece la nuova Serie B, la ex serie C (terzo livello del campionato italiano, che in seguito vincerà) e diviene farm-team del Fassa. A seguito della riforma dei campionati, l'anno successivo la serie B diviene seconda serie del torneo, dove l'Alleghe si iscrive non riuscendo nemmeno per questa stagione ad iscriversi alla serie A e rimanendo farm-team dell'altro club ladino. Raggiunge anche in questa stagione la finale playoff, che, come l'anno precedente gioca e vince contro l'SC Auer Ora, portando così a 4 i titoli di campione nazionale di serie B, titolo che vince immediatamente dopo la vittoria del campionato di serie C e ricalcando così l'impresa ottenuta 45 anni prima.

## Palaghiaccio
Lo stadio del ghiaccio Alvise De Toni è il palaghiaccio di Alleghe (BL) dove si svolgono gli incontri della squadra. Ha una capienza di circa 2.500 spettatori, distribuiti su due gradinate ed una curva. La struttura, costruita nel 1975, è stata modificata più volte; la copertura, realizzata per la XII Universiade invernale, è del 1984 mentre al 2006 è datato l'ultimo ammodernamento con la chiusura delle pareti, il rifacimento di gradinate ed accesso e la creazione della adiacente sala congressi di 188 posti gestita dal comune di Alleghe.

## Sezione femminile
Nel 2014 è nata la sezione femminile, Alleghe Hockey Girls, iscritta al massimo campionato, che ha vinto per la prima volta al termine della stagione 2018-2019.

## Rivalità
La storica rivale delle civette è il Cortina. La rivalità con gli ampezzani affonda le radici nei lontani anni '60, da sempre vissuta intensamente da entrambe le parti è una delle partite più sentite dell'intero panorama hockeistico nazionale.

## Curiosità
Luca Tramontin, ex rugbysta, telecronista e protagonista della serie TV Sport Crime è un accanito tifoso dell'Alleghe Hockey. Ha dichiarato: "Tutti noi abbiamo una parte maschile, una femminile e una dell’Alleghe". 

## Palmarès

### Competizioni nazionali
- Serie B: 4

1962-1963, 1963-1964, 1969-1970 e 2014-2015
- Serie C: 2

1968-1969 e 2013-2014

### Competizioni internazionali
- Alpenliga: 1

1992-1993

## Stranieri dell'Alleghe Hockey
| #  | Nazionalità | Giocatori |
| -- | ----------- | --- |
| 56 | Canada      | Kim Gellert, Lynn Powis, Errol Rausse, Doug Baran, Perry Turnbull, Bruce Cassidy, Dale DeGray, Mitch Lamoureux, Mike Brewer, Trevor Burgess, Luigi Calce, Jeff Triano, Curtis Regner, Kevin Riehl, Regan Stocco, Craig Teeple, Gino Pulente, Eric Perricone, Stephane Roy, James Desmarais, Luch Nasato, Didier Tremblay, Iain Fraser, Marc Hussey, Mark Kolesar, Brad Ralph, Gary Ricciardi, David Cooper, Nicholas Bilotto, Mark Cadotte, Mike Harder, Steve McKenna, Colin Chaulk, Michael Jacobsen, George Halkidis, Ryan Lang, Paul Giallonardo, Dusty Jamieson, Shaun Sutter, Andrew Archer, Marc Brown, Mac Faulkner, Dwayne Hay, Nathan Lutz, Juliano Pagliero, Brad Bonello, Tyson Marsh, Peter Sarno, Darrel Scoville, Mike Card, Adam Henrich, Greg Hogeboom, Michael Schutte, Nick Kuiper, Sean McMonagle, Matt Waddell |
| 13 | Finlandia   | Jani Forsström, Joni Haverinen, Panu Heinistö, Pasi Järvinen, Jari Kontio, Juha Lampinen, Juuso Riksman, Iippo Suutarinen, Markku Tähtinen, Ville Uusitalo, Jorma Valtonen, Sami Wahlsten, Sami Wikström |
| 8  | Svezia      | Jonas Forsberg, Niklas Sundblad, Niklas Anger, Johan Bülow, Jonas Johansson, Jimmy Lindström, Gusten Törnqvist, Johan Wiklander |
| 7  | Stati Uniti | Kirt Bjork, Reed Larson, Dave MacIsaac, Mat Snesrud, Tom Askey, Gino Guyer, Jeff LoVecchio |
| 7  | Slovacchia  | Marcel Sakac, Peter Janik, Matej Marcinek, Pavol Fedor, Miroslav Mosnar, Juraj Durco, Ivan Borzik |
| 6  | Russia      | Boris Bykovsky, Vladimir Grachyov, Anatoli Lvov, Igor Martynov, Vadim Podrezov, Andrei Zhukov |
| 5  | Rep. Ceca   | Petr Kalus, Tomas Krasny, Miroslav Stavjana, Martin Stepanek, Daniel Vrla |
| 3  | Slovenia    | Rudi Hiti, Sabahudin Kovacevic, Luka Tosic |
| 2  | Ungheria    | Sandor Ott, Nathan Martz |
| 2  | Lettonia    | Aleksandrs Siskovics, Aleksejs Hromcenkovs |
| 1  | Svizzera    | Jean-Daniel Bonito |
| 1  | Norvegia    | Erik Ryman |
| 1  | Germania    | Jason Holland |
| 1  | Paesi Bassi | Phil Groeneveld |
| 1  | Inghilterra | David Clarke |